# Маратон (телевизия)
Вижте пояснителната страница за други значения на Маратон.
В телевизията с понятието маратон се ознаменува дълъг период от време (най-често няколко часа или цял ден) в който се излъчват епизоди на определен филм, сериал или телевизионно предаване.